# Алиев, Яхсан Хусаинович
Яхсан Хусаинович Алиев (род. 24 февраля 1959, Алма-Ата) — советский и российский танцор, хореограф, руководитель ансамбля «Башлам», Народный артист Чеченской Республики (2010).

## Биография
Чеченец. В 1976 году окончил среднюю школу в селе Шатой. Выпускник Краснодарского государственного института культуры 1981 года по специальности «культурно-просветительная работа». После окончания института работал артистом балета в Государственном ансамбле танца «Вайнах». В 1983 году был призван в армию.
После службы в армии вернулся в ансамбль «Вайнах». В 2003 году, после смерти своего брата Хасана Алиева, возглавил ансамбль «Башлам». С 2005 года является художественным руководителем этого ансамбля. В 2001 году ему было присвоено звание Заслуженного артиста Чеченской Республики, а в 2010 году — Народного артиста Чечни.
Награждён в 2019 году Медалью «За заслуги перед Чеченской Республикой».
Награждён в 2024 году орденом Кадырова.